# Шер, Аркадий Соломонович
Арка́дий Соломо́нович Шер (29 мая 1934 — 7 августа 2018) — советский художник-мультипликатор, художник-постановщик, режиссёр мультипликации, российский художник-иллюстратор, сценарист и писатель.

## Биография
Аркадий Соломонович Шер родился 29 мая 1934 года в Москве. После седьмого класса школы перевелся в железнодорожный техникум. Служил в Военно-морском флоте СССР. После демобилизации работал чертежником в проектном институте.
В 1959 году был принят на студию «Союзмультфильм» художником-прорисовщиком. Работая на этой должности, за восемь лет (1959-1967) участвовал в создании около 40 фильмов.
Затем стал ассистентом художника-постановщика (1967—1976), далее — художником-постановщиком (1976-1992) студии. Дебютной работой Шера в качестве художника-постановщика был мультфильм «Знакомство» (1976, режиссер Иван Давыдов).
Наиболее известные работы сделаны Шером с режиссёром Владимиром Поповым, вместе с которым он работал над второй и третьей частями популярной анимационной трилогии о деревне Простоквашино по повести Эдуарда Успенского. Аркадий Шер сильно изменил визуальный облик всех персонажей по сравнению с первой серией «Трое из Простоквашино» (1978, художники-постановщики Николай Ерыкалов и Левон Хачатрян). В 1980 году вышла серия «Каникулы в Простоквашино», в 1984-м — «Зима в Простоквашино» (совместно с художником-постановщиком Александром Винокуровым).
Работал Шер и над такими фильмами Владимира Попова, как «Приключения Васи Куролесова» (1981), «От двух до пяти» (1983), «Мы с Шерлоком Холмсом» (1985) и «Академик Иванов» (1986).
Кроме того, он был художником-постановщиком мультфильмов «Как ослик грустью заболел» (1987, режиссер Юрий Прытков), «Кот, который умел петь» (1988, Натан Лернер),  (1990, Елена Федорова) и др.
В 1992 году Аркадий Шер единственный раз выступил как режиссёр, поставив по своему сценарию «Случай на болоте» — один из трех сюжетов, включенных в 24-й выпуск детского мультипликационного журнала «Веселая карусель».
Автор книг для детей «Тридесятые сказки, или Вот такие пирожки» (1990), «Попался волчок на крючок» (1990) и «Пять минут до счастья» (2008), а также иллюстраций к ним.
В 2014 году выпустил книгу воспоминаний «Взгляд из окна».
Являлся членом комиссии анимационного кино Союза кинематографистов России.
Сотрудничал со студией Кристмас Филмз.
Скончался 7 августа 2018 года в Москве после продолжительной болезни. Похоронен на Долгопрудненском кладбище.

## Фильмография

### Режиссёр
- 1992 — «Весёлая карусель № 24. Случай на болоте»

### Художник-постановщик
- 1976 «Знакомство»
- 1979 «Переменка № 2»[7]
- 1980 «Каникулы в Простоквашино»
- 1981 «Приключения Васи Куролесова»
- 1982 «Сладкий родник»
- 1983 «От двух до пяти»
- 1984 «Зима в Простоквашино»
- 1985 «Мы с Шерлоком Холмсом»
- 1986 «Академик Иванов»
- 1987 «Как ослик грустью заболел»[8]
- 1988 «Как Хрюша к Степашке в гости пошёл»
- 1988 «Кот, который умел петь»
- 1990 «Кважды ква»[4]
- 1992 «Бал цветов»[9] (Кристмас Филмз)

### Художник-мультипликатор
- 1966 «Про злую мачеху»
- 1967 «Машинка времени»
- 1968 «Кот в сапогах»
- 1968 «Чуня»[10]
- 1969 «В стране невыученных уроков»
- 1969 «Капризная принцесса»
- 1969 «Мы ищем кляксу»
- 1970 «Внимание! Волки!»
- 1970 «Кентервильское привидение»
- 1970 «Дядя Миша»
- 1976 «Маяковский смеётся»
- 1977 «Я к вам лечу воспоминаньем…»[11]
- 1989 «Стереотипы»

### Ассистент
- 1963 «Следопыт»
- 1974 «Заяц Коська и родничок»
- 1973 «Коля, Оля и Архимед»
- 1973 «Шапка-невидимка»
- 1973 «Ковбои в городе»
- 1976 «Сказка про лень»
- 1977 «Как грибы с горохом воевали»
- 1977 «Пятачок»
- 1977 «Жихарка»
- 1978 «Ограбление по…»

### Сюжеты из киножурнала «Фитиль»
Художник-постановщик
- 1978 «Производственная травма» («Фитиль» № 197)
- 1979 «Мужчины и женщины» («Фитиль» № 205)
- 1980 «Сапоги-скороходы» («Фитиль» № 214)
- 1981 «Телетренаж» («Фитиль» № 226)
- 1983 «Технокрады» («Фитиль» № 250)
- 1985 «Осторожно! Пришельцы...»[12] («Фитиль» № 276)
- 1986 «Шефская помощь»[13] («Фитиль» № 290)

Фильмография на сайте Аниматор.ру Архивная копия от 4 марта 2016 на Wayback Machine

## Награды
- Почётная грамота Министерства культуры Российской Федерации (2 декабря 2011 года) — за большой вклад в российскую анимацию, многолетнюю плодотворную работу и в связи со 100-летием мультипликационного кино[14]